# Дерево вибору

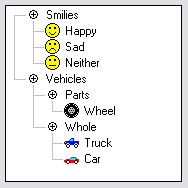
Приклад Дерева вибору (tree view)

Де́рево ви́бору (англ. Tree view або Outline view) — елемент (віджет) графічного інтерфейсу користувача, який являє собою сукупність піктограм, пов'язаних відносинами структури в ієрархічному дереві. Кожен елемент найчастіше називають вузлом і гілкою, який може мати кілька підрозділів .
Зазвичай використовується для перегляду структури каталогів (папок) та інших подібних елементів, пов'язаних ієрархічними відносинами. Яскравим прикладом подібного компоненту є Провідник Windows.
Кожен пункт (вузол, гілка) можна розгорнути для перегляду підпунктів (якщо такі існують), а також згорнути, щоб їх приховати.
Tree view часто зустрічається в таких програмах, як файловий менеджер, який в свою чергу дозволяє переміщатися по каталогах файлової системи. Також подібні компоненти використовуються в наданні ієрархічних даних, наприклад документів XML. Розширеним компонентом Tree view є Outliner.